# Roser Rahola d'Espona
Rosario Rahola d'Espona, née à Barcelone le 21 septembre 1914 et morte le 22 janvier 2020 dans la même ville) est une éditrice espagnole.

## Biographie
Roser Rahola d'Espona est la fille de l’avocat Baldiri Rahona i Llorens (1879-1959), cousin du ministre Pere Rahola i Molinas (1877-1956), membre de Lliga Regionalista.
Elle est décorée de la Creu de Sant Jordi en 1994 pour son œuvre de collaboration à la réalisation de matériaux pédagogiques pour l’enseignement de la culture catalane.
Elle est faite baronne de Perpignan par décret royal du 9 avril 2010 signé par le roi Juan Carlos. 
Elle est éditrice des éditions Jaume Vicens Vives.
Elle rencontre son futur mari, l’historien Jaume Vicens Vives (1910-1960), à l’université de Barcelone en 1933, mais ne peut achever ses études avant 1951 en raison de la guerre civile.
Elle épouse Jaume Vicens Vive en pleine guerre civile, le 20 août 1937, à l’occasion d’une cérémonie dans les locaux du rectorat à Barcelone, présidée par le conseiller à la justice et recteur de l’université, Pere Bosch i Gimpera (1891-1974).